# Eristalis deserta
Eristalis deserta är en tvåvingeart som beskrevs av Violovitsh 1977. Eristalis deserta ingår i släktet slamflugor, och familjen blomflugor. Inga underarter finns listade i Catalogue of Life.